# Johann Friedrich Armand von Uffenbach
Johann Friedrich Armand von Uffenbach (Francoforte sul Meno, 6 maggio 1687 – Francoforte sul Meno, 10 aprile 1769) è stato un musicista e architetto tedesco.

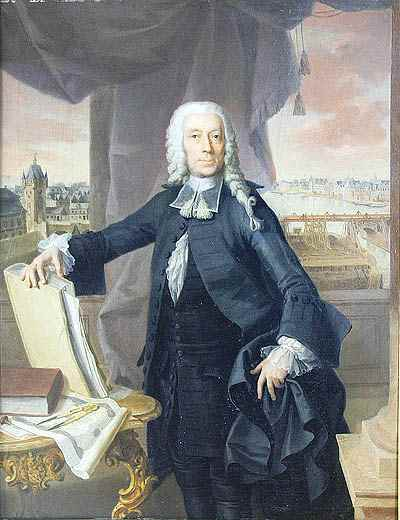
Uffenbach

Era membro di un'antica famiglia di commercianti di Francoforte. In gioventù viaggiò a lungo con il fratello Conrad, soggiornando prima a Lubecca e successivamente ad Amburgo e in Inghilterra.
Nel 1712 iniziò studiare legge a Strasburgo, dove nel 1714 si laureò. Seguirono altri viaggi attraverso la Svizzera e l'Italia, dove ebbe occasione di entrare in contatto con l'ambiente musicale e operistico italiano.

A partire dal 1762 è stato borgomastro della città natale.